# Символіка (дисципліна)
Символіка — спеціальна історична дисципліна, об'єктом дослідження якої виступають знаки-символи. Вони є концентрованою умовною абстрактною формою відбиття і фіксації знань (уявлень) людини при допомозі стилізованого знаку. Символіка вивчає історію створення, розвитку, функціонування й використання символів в історичному контексті. Символи — це умовні знаки, в основі яких лежать найпростіші накреслення (крапка, лінія) або геометричні фігури (трикутник, квадрат, коло тощо), а також знаки, які існували з давнини в різних народів для позначення світил, планет, зірок, стихій (землі, води, повітря, вогню, вітру, блискавки) або для позначення самої людини: її життя, статі, смерті. Класичні символи мають у своєму накресленні різні варіації, в основі яких лежать умовні знаки — зображення. Умовні знаки, що виникли в процесі розвитку науки та мистецтва для позначення спеціальних понять цих галузей знання, отримали широке і стійке поширення. Існують ще прикладні символи, що складають окремий великий клас: математичні (плюс, мінус, квадратний корінь, інтеграл тощо), знаки Зодіаку, астрономічні символи, алхімічні (знаки для означення металів, солей, кислот), музичні (записи ключів — альтового, басового, скрипкового тощо). Серед прикладних символів найбільшого поширення в практиці здобули топографічні знаки, військово-морські, філателістичні, генеалогічні. Символом є стилізований знак атома: дві схрещені еліптичні орбіти, із крапкою посередині (ядро). У 1960—70-х рр. емблема «мирного атома» стала популярною і ввійшла до гербів радянських міст як геральдична фігура. У широкому розумінні символ — це образ, взятий в аспекті своєї знаковості, знак, наділений невичерпною багатозначимістю образу. Символом визнають будь-який знак, що має геометричну чи іншу абстрактну форму і відбиває через неї якісь поняття. Виникли такі символи як результат пізнання людиною навколишнього світу, тобто їх відображення пов'язане з наукою або релігією. Існування та історичний розвиток символів, роль, яку вони відігравали як знаки, даючи відомості народам і державам про значні національні, релігійні або політичні рухи, зробили переважну більшість із них всесвітньовідомими. Зміст даного явища полягає в самій природі знаку-символу, який зрозумілий із ранніх стадій розвитку людського суспільства. При відсутності широких мовних контактів наукового знання, передане через знак, більш доступне розумінню та запам'ятовуванню, ніж передане через іноземну мову. Знак-символ відбиває, як правило, абстрактні поняття (ідеологічні, релігійні, політичні, математичні, музичні), причому такі, які важко коротко описати або чітко сформулювати словами. Ідентифікація поняття із символом, який сам по собі нічого не означає, дає змогу легко пов'язати його з абстрактним поняттям. Наочно це засвідчують факти, коли мова йде про різні графічні позначення ідейних течій та рухів, що мають здебільшого строкатий національний або соціальний склад. Так, християни об'єдналися навколо хреста — одного з найвідоміших символів людства. У доісторичні часи то був знак Сонця, що походить від зображення перекладин, спиць «сонячного колеса». Знак хреста був відомий в індійців, китайців, скандинавів, германців, етрусків, французів задовго до християнства, яке використало його широке розповсюдження, надавши йому свого значення (латиною хрест — crux — знаряддя тортур; грецькою — οταυρός — стовп, кіл). У зв'язку з естетичною й емблематичною доцільністю зображення хреста видозмінилося — від подібного до літери «Т» (форми стовпів, на яких римляни розпинали злочинців) до сучасного його зображення: перекладину спущено до середини стовпа під впливом поєднання старовинного знаку «сонячного кола» і літери «т», початкової літери в імені Христа грецькою мовою. Поступово виникли інші варіанти хрестів, що отримали назви за країнами, тобто за географічною ознакою їх вживання. Найпоширеніші види хрестів — грецький, латинський, єрусалимський, православний, руський, мальтійський, вірменський, кельтський. Іменні та релігійні хрести: андріївський, св. Георгія, Марії-Терезії, Леопольда, св. Якова, біблейський; орденські — лілейний, конюшиний; свастика — давньоіндійська, антична (тетрас-келе); фашистська (нім. форма). У давнину свастика була виключно сонячним, магічним знаком в усіх частинах світу. Стародавні греки, запозичивши цей знак від народів Малої Азії, змінили зворот «павук» ліворуч і, одночасно, його значення (тепер це був знак зла, смерті). За середньовіччя він був малознаний і використовувався виключно як частина орнаменту. Із кінця XIX ст. поширився завдяки висновкам німецький етнографів та археологів, котрі твердили, що свастика — індикатор для визначення арійських народів й зустрічається виключно у них (див. також Арії). У Німеччині вперше як знак-символ свастика була вжита в грудні 1920 на шоломах бойовиків «бригади Ерхарда» — ядра Добровільного корпусу — монархічної воєнізованої організації, що здійснила контрреволюційний переворот, поставивши прем'єром поміщика В.Коппа. Із 1923 в Мюнхені (Німеччина) стала офіційною емблемою нацистської партії, із вересня 1935 була головною державною емблемою гітлерівської Німеччини, включеною до її герба і прапора, а також — у склад емблеми Вермахту (орел тримає у кігтях вінок зі свастикою). Після 1945 всі країни відмовилися від вживання свастики, як символу, скомпрометованого нацизмом. Дві країни — Іспанія (до 1975) і Фінляндія — офіційно не відмінили свастику. У Фінляндії свастика входить у президентський штандарт. Її наявність як орденського знака на ланцюгу «Великого хреста Білої троянди» і в ордені «Хрест Свободи» (9 ступенів) мотивується тим, що вона не пов'язана з нацизмом, оскільки введена до 1919, до появи її в Німеччині.

## Національне відродження в Україні
Національне відродження в Україні супроводжувалося відродженням національної символіки незалежної держави, її атрибутів (герб, прапор, валюта, нагороди, знаки вирізнення). Національні рухи в інших країнах переконливо засвідчують: у момент активізації цього процесу суспільство неминуче звертається до проблем витоку, джерел і семантики національної символіки. Цим пояснено прийняття в Україні тризуба як Малого державного герба і головного елемента Великого державного герба і синьо-жовтого прапора. 1918 статус герба відновлено як загальнонаціональний символ. Українська Народна Республіка прийняла цей символ як держава-спадкоємець традицій Київської Русі. Гетьман П.Скоропадський знаком тризуба (червень 1918) оздобив печатку, особистий герб, погони вояків, службові знамена Української Держави. На грошових знаках тризуб значився як герб України. Оскільки кольорових зображень «тризуба Володимира Великого» не збереглося, у проектах герба УНР він отримав національні кольори: золотий тризуб на блакитному полі. 1917 став символом національного руху (регіонам властиві варіації поєднання кольорів). Жовтий із блакиттю прапор — символ УНР як держави — вживався в Українській Державі, а в часи Директорії УНР — поряд із синьо-жовтим державним прапором УНР. У січні 1918 в час встановлення радянської влади в Києві на прапорі, піднятому над будинком народного секретаріату з військових справ, на червоному полотнищі вздовж древка були нашиті дві смуги — жовта і блакитна. Вони сприймались як можливі варіанти державної символіки соціалістичної держави. 14 березня 1919 Конституція УРСР (стаття 35) затвердила торговим, морським і військовим прапором червоне полотнище. Жовто-блакитний колір почав сприйматися як символ антирадянських сил, націоналізму, оскільки використовувався в національних державних утвореннях за національних урядів 1917—20.

## «Символ» і «символічне зображення»
У сучасній мові поняття «символ» часто підміняють поняттям «символічне зображення», яке є не абстракцією знання, а, навпаки, його граничною конкретизацією. Кожне зображення завжди відповідає визначеному, конкретному об'єкту, який воно символізує (Білий Дім — символ президентської влади США; Софія Київська — символ давньої Русі та сучасного м. Київ). Символічні зображення вкрай ефемерні, історично непостійні й можуть не мати заг. визнання. Ейфелева вежа, яку спочатку сприймали як ганьбу Парижа, тепер визнана одним з його символів, нарівні з Нотр Дамом.
За формою, значенням, функціями символи в суспільному житті та культурі різняться. Першоосновою і складовою різних типів знаків виступає символ — художній знак, предметний образ, що несе і передає глибокий зміст, ідеологію епохи, спеціальні устремління визначених груп людей. Через зримий образ, слово, звук, думки перевтілюються у знак, сигнал, уособлення речей чи явищ, в їх умовне зображення. Змістова структура символу розрахована на активну внутрішню роботу мислячої людини. Завдяки фіксуванню визначених думок у графічній, скульптурній, архітектурній та інших формах їхній зміст матеріалізується, тобто створюється малюнок, скульптура, пластична деталь, будівля. Символ може виникати і зникати, мати форму пісні (гімн), епосу, музики, переспіву дзвонів, заводського гудка, алегоричного руху чи дії (пантоміми).